# Литература Тринидада и Тобаго
Литература Тринидада и Тобаго имеет корни в фольклоре африканских рабов и иммигрантов-индийцев, а также в традициях европейской литературы.
Один из заметных ранних текстов в литературе страны — «Обращение к честным людям. Эрл Батерст» (AN Address to the Right Hon. Earl Bathurst, известен также под названием «Свободный мулат», 1824) Жана Батиста Филиппа. Первым романом в литературе страны считается «Эммануэль Аппадокка: Повесть о пиратах» (1854) Майкла Маквелла Филипа.
Наиболее значимые имена в литературе Тринидада и Тобаго в XX веке — историк и политический публицист Сирил Джеймс, лауреаты Нобелевской премии Видья Найпол и Дерек Уолкотт (последний — уроженец Сент-Люсии, на Тринидаде провёл детство).